# Missy Monroe
Pour les articles homonymes, voir Monroe.
Missy Monroe, née le 22 août 1984 à Las Vegas, est une actrice pornographique américaine.

## Biographie
Elle grandit à Las Vegas dans une famille pauvre. Elle fait des petits boulots et expérimente la drogue (marijuana).
En 2003, elle fait du Striptease au Cheetah's Topless Club, des photos de nu et commence sa carrière d'actrice.
À 19 ans elle est très vite connue pour ses scènes hardcore (fellations, éjaculations faciales, double pénétration, ingestion d'éjaculations multiples…) comme dans les films "Gang Bang 3" de Red Light District ou en 2005 dans "Baker's Dozen 2".
En 2007 elle a un enfant.

## Distinctions
- AVN : Best New Starlet, 2005 (nommée)
- AVN : Best Group Scene, 2005 (nommée)
- AVN : Female Performer of the Year, 2006 (nommée)
- XRCO : Group Scene, 2005, "Baker's Dozen 2" avec Kami Andrews et Julie Night (prix)
- XRCO : Teen Cream Dream, 2005 (nommée)